# International Lease Finance Corporation
International Lease Finance Corporation (ILFC) är en leasegivare för flygplan med huvudkontor i Century City, Los Angeles, Kalifornien.
ILFC är världens största flygplansuthyrare räknat i omsättning, men konkurrenten General Electrics GECAS-enhet har fler flygplan. Företaget hyr ut Boeing- och Airbusflygplan till stora flygbolag över hela världen, bland annat Korean Air, Emirates, Air France-KLM, Lufthansa, American Airlines, Air India och Continental Airlines. Totalt hyr eller köper över 220 flygbolag världen över sina flygplan via ILFC.
Leslie och Louis Gonda grundade ILFC år 1973 tillsammans med Steven Udvar-Hazy. Företaget köptes upp av det internationella försäkringsbolaget AIG år 1990, dock drev Udvar-Hazy ILFC fram till han avgick i februari 2010. han efterträddes av vice ordförande Alan Lund. Henri Courpron, en före detta Airbus-chef, utsågs till VD för ILFC i maj 2010.
I början av 2005 hade ILFC en flotta bestående av 824 flygplan (enligt AvSoft /The Wall Street Journal.) Enligt Aviation Week och Space Technology Magazine (6 augusti 2007) att ILFC under augusti 2007 hade en flotta av mer än 900 flygplan, värderade till mer än 48 miljarder USD. ILFC är den största kunden till både Boeing och Airbus.
ILFC beställde tio Airbus A380-flygplan, varav fem av dem fraktflygplan, och den första leveransen skulle ske under sommaren 2007. År 2006 omförhandlades ordern, vilket resulterade i att leveransen skjuts upp till åtminstone 2013, och de fem fraktflygplanen från den ursprungliga beställningen byttes ut till passagerarversioner.
Enligt The Wall Street Journal, hade ILFC år 2007 en omsättning på 4,73 miljarder USD och intäkter på 604 miljoner USD med en personalstyrka på endast 170 personer.

## Finanskrisen i moderbolaget AIG
Krisen i ILFC:s moderbolag, AIG, har lett till förväntningar om att bolaget kommer att säljas för att få in likvida medel. Grundaren Steven Udvar-Hazy rapporterades som en tänkbar köpare, men under 2010 etablerade han ett annat företag för leasing av flygplan, Air Lease. Den ökade kostnaden för finansieringen av flygaffärer på grund av de villkor som anges i AIG:s räddningspaket ses som en risk för flygplanstillverkare som Boeing och Airbus.
Den 14 april 2010 meddelades det att den australiensiska investmentbanken Macquarie Bank, skulle köpa 53 flygplan från ILFC för cirka 2 miljarder USD.